# 2009 au Honduras
2007 au Honduras - 2008 au Honduras - 2009 au Honduras - 2010 au Honduras - 2011 au Honduras
2007 par pays en Europe - 2008 par pays en Europe - 2009 par pays en Europe - 2010 par pays en Europe - 2011 par pays en Europe]

## Chronologie

### Juin 2009
- Mercredi 3 juin 2009 : sommet de l'Organisation des États américains (OEA) à San Pedro Sula, deuxième ville du pays. Les États membres tombent d'accord sur la réintégration sans condition de Cuba, « suspendu » depuis 1962 de l'OEA en raison de son virage « marxiste-léniniste » [1].

- Lundi 8 juin 2009 : un séisme de magnitude 5,6 s'est produit au Honduras.

- Lundi 22 juin 2009 : premier cas mortel de grippe H1N1 au Honduras, sur une femme enceinte de six mois. 118 personnes ont été contaminées par le virus dans le pays.

- Jeudi 25 juin 2009 : Tentative de coup d'État militaire contre le président élu Manuel Zelaya. La Cour suprême du Honduras ordonne la réintégration du chef d'état-major général des armées, dont la destitution la veille par le président Manuel Zelaya avait déclenché un déploiement de troupes dans la capitale dans la matinée et la démission du ministre de la Défense Edmundo Orellana et des chefs d'état-major de l'armée de terre, de la marine et de l'aviation. Le Congrès approuve également la réintégration[2]. Manuel Zelaya, est un dirigeant de gauche au pouvoir depuis 2006. Il a tenté d'organiser une consultation populaire ouvrant la voie à une possible réélection, un scrutin jugé illégal par la Cour suprême.

- Dimanche 28 juin 2009 :
  - Puissant séisme de magnitude 7,1 s'est produit au large des côtes du Honduras.
  - À la suite du coup d'État militaire, le président élu Manuel Zelaya est expulsé à l'aube vers le Costa Rica. Élu en 2066 pour un mandat de quatre ans non renouvelable, il avait convoqué ce dimanche les électeurs à une consultation populaire pour ouvrir la voie à une révision de la Constitution qui lui permettrait de briguer un deuxième mandat[3]. Se rendant à Managua (Nicaragua) pour défendre sa cause devant  les responsables du Groupe de Rio, il affirme vouloir revenir dès jeudi à Tegucigalpa pour terminer son « mandat de quatre années », acceptant l'offre du président de l'Organisation des états américains (OEA) José Miguel Insulza de l'accompagner.
  - Le président du Congrès Roberto Micheletti est désigné par le parlement comme le nouveau chef de l’État et annonce un couvre-feu pour une semaine.
  - Des affrontements ont opposé les partisans du chef d’État déchu, expulsé manu militari, à des soldats gardant l'accès au palais présidentiel[4], faisant 18 blessés chez les militaires et 276 chez les manifestants pro-Zelaya. 180 manifestants ont été arrêtés.
  - Le président du Venezuela Hugo Chávez menace le Honduras d'une intervention militaire.

- Mardi 30 juin 2009 :
  - Plus de 10 000 manifestants anti-Zelaya sont dans la rue pour appuyer le coup d’État des militaires.
  - Le président déchu Manuel Zelaya est à New York pour défendre sa cause devant l'Assemblée générale des Nations unies. Il obtient un soutien très ferme des États-Unis, qui ont dit suspendre leur coopération militaire, et de ses alliés de gauche de l'Alliance bolivarienne pour les Amériques (Venezuela, Cuba, Nicaragua, Bolivie et Équateur)[5].

### Juillet 2009
- Mercredi 1er juillet 2009 :
  - Le président déchu Manuel Zelaya obtient le soutien de l'Organisation des États américains qui  a donné 72 heures au nouveau gouvernement pour rétablir le président dans ses fonctions. La Banque mondiale a annoncé geler ses prêts au pays.
  - Au Honduras, de nombreux soutiens s'affirment pour le nouveau gouvernement, reprochant au président déchu : son rapprochement avec Hugo Chávez, l'entrée du Honduras dans Alternative bolivarienne pour les Amériques), sa volonté de se faire réélire alors que la Constitution ne le lui permet pas. Une autre partie de la population estime que son action a profité aux couches les plus pauvres et aux paysans honduriens[6].

- Jeudi 2 juillet 2009 :
  - Le Congrès, sur proposition du gouvernement, approuve la « restriction partielle » de plusieurs libertés constitutionnelles pendant la durée du couvre-feu imposé jusqu'à la fin de la semaine. La mesure autorise à maintenir des personnes en détention pendant plus de 24 heures, et suspend des garanties comme la liberté d'association et de réunion, ainsi que le droit à la libre circulation.
  - Tous les pays de l'Union européenne ont décidé de rappeler leurs ambassadeurs au Honduras.

- Vendredi 3 juillet 2009 :
  - Le président vénézuélien Hugo Chávez annonce la suspension de l'envoi de pétrole vers le Honduras, qui bénéficie d'un accord de coopération énergétique avec le Venezuela, dans le cadre de l'accord de coopération Petrocaribe.
  - L'armée tire sur des partisans pro-Zelaya à San Pedro Sula, la capitale économique du nord du pays, faisant deux blessés, en marge d'une manifestation d'anti-Zelaya regroupant 25 000 personnes.
  - Le secrétaire général de l'Organisation des États américains Jose Miguel Insulza est arrivé  à l'aéroport de Tegucigalpa à bord d'un avion des Forces aériennes brésiliennes, avec comme mission de « réinstaller le président José Manuel Zelaya comme premier magistrat de cette nation ». Le président par intérim Roberto Micheletti a déclaré n'avoir « aucune objection » à une élection présidentielle anticipée qui pourrait être une des solutions à une sortie de crise que la communauté internationale pourrait acceptée[7].

- Samedi 4 juillet 2009 :
  - Lors de son arrivée à l'Assemblée générale extraordinaire de l'Organisation des États Américains à Washington qui pourrait décider de l'exclusion du Honduras de l'organisation, le président déchu Manuel Zelaya assure être « très optimiste » à la veille de son retour annoncé dans son pays, « parce que tout le monde condamne le coup d’État », « laissant entendre qu'il s'attendait à être favorablement accueilli ».
  - Le Honduras quitte l'Organisation des États américains.

- Dimanche 5 juillet 2009 :
  - En fin d'après-midi, des heurts ont éclaté devant l'aéroport de Tegucigalpa entre des partisans du président destitué Manuel Zelaya et les forces de l'ordre, qui ont lancé des gaz lacrymogènes. Plus de 30 000 manifestants attendaient le retour du président Zelaya dont l'avion a décollé de Washington en direction du Honduras. Deux manifestants ont été tués et deux autres blessés par balle. Finalement, l'avion a atterri à Managua, la capitale du Nicaragua.
  - Le président désigné Roberto Micheletti affirme avoir connaissance de « mouvements de troupes » au Nicaragua en direction de la frontière entre les deux pays.

- Lundi 6 juillet 2009 : le président exilé Manuel Zelaya déclare depuis l'ambassade du Honduras à Managua : « Personne ne doit obéissance à un gouvernement usurpateur qui prend le pouvoir par la force et les armes [...] toutes ses décisions sont nulles et constituent un crime de trahison ». Il doit s'envoler pour Washington où il doit s'entretenir avec Hillary Clinton.

- Lundi 13 juillet 2009 : le gouvernement lève le couvre-feu. L'équipe de transition dirigée par Roberto Micheletti, non reconnue par la communauté internationale, refuse toujours catégoriquement le retour président exilé Manuel Zelaya, évincé pour avoir voulu réformer la constitution pour autoriser la réélection du chef de l’État.

- Mardi 14 juillet 2009 : le président exilé Manuel Zelaya somme le gouvernement de facto de Roberto Micheletti de lui rendre le pouvoir lors du prochain rendez-vous prévu samedi au Costa Rica, le premier rendez-vous, vendredi dernier, n'ayant pas donné de résultat concret. D'autre part il appelle le peuple à l'« insurrection » pour le rétablir dans ses fonctions.

- Dimanche 19 juillet 2009 : la secrétaire d’État américaine Hillary Clinton lors d'un entretien téléphonique avec le président Roberto Micheletti a menacé de suspendre l'aide américaine si la médiation entreprise par le président costaricien Oscar Arias  échouait[8].

- Lundi 20 juillet 2009 :
  - La Commission européenne annonce le gel de 65,5 millions d'euros d'aide budgétaire au Honduras, en raison de l'impasse de la médiation pour trouver une issue à la crise dans le pays.

- Dimanche 26 juillet 2009 : le président renversé Manuel Zelaya a appelé les « officiers patriotes » de l'armée à la rébellion contre le gouvernement issu du coup d’État du 28 juin. Le chef d'état-major de l'armée Romeo Vazquez Velazquez estime que la destitution de Zelaya est légale dans le mesure où ce dernier a tenté d'enfreindre la Constitution en voulant la réformer pour prolonger sa présence à la tête de l’État[9].